# Online půjčka
Online půjčka je finanční půjčkou poskytovanou prostřednictvím internetu. Mezi její poskytovatele se řadí jak bankovní, tak i nebankovní společnosti.

## Zákony o online půjčkách
Hlavní zákony týkající se online půjček:
- § 2390 a následující zákona č. 89/2012 Sb. občanského zákoníku. S příchodem nového občanského zákoníku v roce 2012 se změnila terminologie a o půjčkách se nyní z právního hlediska hovoří jako o zápůjčkách.[1]
- Zákon č. 257/2016 Sb. o spotřebitelském úvěru.[2]

## Znaky online půjček
- Převážná většina online půjček bývá neúčelová.
- Obvykle se jedná o krátkodobé půjčky se splatností do 30 dnů.
- Průměrná výše poskytnuté online půjčky se pohybuje mezi 10-20 tisíci korun.
- Žadatel musí být plnoletý, mít stálý příjem a české občanství (či alespoň trvalé bydliště na území ČR).

## Posuzování bonity klienta u online půjček
Bonita klienta má za úkol ukázat schopnost klienta splácet včas a v plné výši z primárních zdrojů (tj. z vlastních peněžních příjmů). Stupeň bonity se promítá do rizikové marže úrokové sazby poskytnutého úvěru. Bankovní společnosti většinou půjčují méně rizikovým klientům, proto mívají nižší úrokové sazby. Nebankovní společnosti se zpravidla zaměřují na více rizikové klienty, a proto většinou nabízejí produkty s vyššími úrokovými sazbami.
Poskytovatelé půjček (věřitelé) musí být schopni posoudit, zda je žadatel schopen splácet.  Jak bankovní, tak nebankovní společnosti ošetřují svá rizika nesplácení pohledávek pomocí vkládání údajů o žadateli do scoringových modelů. Ty pracují podle statistických údajů s mírami pravděpodobnosti rizika podle jednotlivých typových skupin spotřebitelů.
Nutnost posuzování úvěruschopnosti spotřebitele udává zákon (§ 86 zákona č. 257/2016 Sb., o spotřebitelském úvěru), který tak má chránit spotřebitele před dluhovými pastmi a získáním takového úvěrového zatížení, které nebude klient schopen splácet[6]. Z toho důvodu musí být každý žadatel posuzován individuálně, a to z mnoha aspektů. Mezi ty patří nejen jeho aktuální příjmy, ale také splátky předchozích závazků, aktuální žadatelova životní situace, životní minimum pro daný region aj.

## Bankovní online půjčky
Po administrativní stránce bývá jejich vyřízení velmi snadné. Zvláště tehdy, pokud je žadatel klientem banky. Banka obvykle schvaluje žadatelovu půjčku na základě jeho minulých pohybů na účtu.
Do této kategorie patří spotřebitelské úvěry. Půjčené finanční prostředky bývají žadateli vyplácené na účet žadatele. Jedná se o bezúčelnou půjčku, takže ji žadatel může použít na cokoliv. Úvěr se splácí stejně velkou částkou, přičemž část splátky se vždy použije na zaplacení úroku a část na splacení jistiny (tj. zbývající části dluhu).

## Nebankovní online půjčka
Nebankovní společnosti nabízejí podobné půjčky jako banky. Avšak na rozdíl od bank nemají o klientech tolik informací. To je také důvodem, proč se potřebují více krýt proti případným ztrátám a nabízejí produkty s vyšší úrokovou sazbou. Je tedy běžné, že nebankovní půjčky mají vyšší RPSN. Vzhledem k těmto nevýhodám je často volí lidé, kteří z nějakého důvodu nezískají půjčku bankovní.
Online půjčky od nebankovních společností často nesou následující názvy: půjčka před výplatou, půjčka do výplaty, půjčka bez registru, půjčka bez doložení příjmů, rychlý úvěr, půjčka pro podnikatele či půjčka pro OSVČ.
Podle novely zákona o spotřebitelských úvěrech z 1. prosince 2016 došlo ke zpřísnění pravidel pro poskytování půjček. Podle této novely musí mít nebankovní společnosti získanou licenci od České národní banky.

## Schválení online půjčky
Podstata online půjčky spočívá v tom, že žadatelé vyplní online dotazník, na jehož základě poskytovatel půjčky žádost schválí, nebo zamítne. Výsledek schválení se žadatel dozví během pár minut, a to díky tomu, že tuto prvotní žádost obvykle zpracovává automatický systém. Zatímco většina bankovních společností následně požaduje osobní doložení potřebných dokumentů (a tudíž vyšší administrativní zatížení), nebankovní společnost se při vyřizování častěji spokojí s telefonickou komunikací.